# F3 (automóviles)
Los F3 se refiere a una serie de especificaciones para vehículos derivados de la producción en serie para su adaptación en competiciones deportivas. Están basados en el Grupo A y son mayoritariamente utilizados en competiciones de rally. Son regulados por la FIA.

## Características
Los vehículos denominados F3 son vehículos que cuentan con las mismas especificaciones que los Kit Car: motor atmosférico con una cilindrada máxima de 1600 c.c., 4 válvulas por cilindro y tracción delantera. La potencia de los motores ronda en el entorno de los 200-210 cv. La permisividad del reglamento en estos vehículos hizo que las marcas se pusieran manos a la obra para ganar a la competencia evolucionando hasta el límite todos los elementos posibles de estos vehículos. Pese a su pequeño tamaño su excesiva evolución técnica los convirtió en máquinas con un nivel de evolución muy parejo al de sus hermanos mayores los Kit Car de dos litros. Algunos F3 llegaron a disponer de control de tracción, cajas de cambio específica, doble rampa de inyección distribución en titanio, embragues de carbono, cableados de calidad aeronáutica. Toda esta evolución se traducía en un elevado coste de hacer correr a estos vehículos. 
Actualmente los F3 están destinados a la extinción con la fuerte aparición de la categoría Super 1600 una categoría muy similar a la F3 pero que cuenta con algunas diferencias buscando la máxima igualdad y un coste menor. El nivel prestacional de los F3 es actualmente algo superior al de los Super 1600, pero el desarrollo de los F3 va desapareciendo centrándose las marcas en los Super 1600.

## Automóviles
- Fiat Punto
- Citroën Saxo
- Peugeot 106
- Ford Puma
- Nissan Micra
- Skoda Felicia